# Magyar Vitorlázórepülő Szövetség
Magyar Vitorlázórepülő Szövetség (MVSZ)

## Alapítása
2006. január 15-én alakult meg, mint a Magyar Repülő Szövetség származtatott jogi személyiségű szakága. A szövetség önkormányzati elven működik, legfőbb döntéshozó szerve a tagok küldötteiből álló Küldöttgyűlés, amely évente két alkalommal ülésezik. Az ülések közötti időszakban a hat tagú Elnökség irányítja a szövetség munkáját.

## Feladata
- a vitorlázórepülő sport irányítása, szervezése Magyarországon,
- a magyar vitorlázórepülő válogatott működtetése,
- a sport versenyszabályzatainak kiadása, karbantartása,
- nemzetközi sportkapcsolatok ápolása,

## Bizottságok
- Sportbírói Testület (VTSB)
- Oktatási Bizottság
- Pályázati és Gazdasági Bizottság
- Légtér Bizottság
- Vitorlázórepülő Válogatott Keret
- Média Bizottság